# Pseudodiphascon inflexum
Pseudodiphascon inflexum är en djurart som tillhör fylumet trögkrypare, och som först beskrevs av Arcidiacono 1964.  Pseudodiphascon inflexum ingår i släktet Pseudodiphascon och familjen Macrobiotidae. Inga underarter finns listade i Catalogue of Life.